# Villiers-sur-Loir
Villiers-sur-Loir è un comune francese di 1 247 abitanti situato nel dipartimento del Loir-et-Cher nella regione del Centro-Valle della Loira.

## Società

### Evoluzione demografica
Abitanti censiti